# Clásico del Astillero
El clásico del Astillero es un partido de fútbol que se disputa dentro la LigaPro entre los dos equipos con mayor número de aficionados en el Ecuador: Barcelona Sporting Club y Club Sport Emelec. Según la revista británica FourFourTwo, el encuentro está en el puesto número 34 de las rivalidades históricas más grandes del mundo.
El clásico Barcelona v.s Emelec es el partido más importante del campeonato ecuatoriano, el clásico del Astillero es reconocido por la FIFA, organismo que se refiere al clásico como "Un sentimiento generalizado en aquel país: ningún duelo ecuatoriano se compara al de estos dos equipos."
La única final jugada entre los dos equipos, se disputó en el año 2014 y se la conoció como la final del siglo.

## Historia
El origen del nombre se debe a que la fundación de ambos clubes tuvo un origen barrial común: el Barrio del Astillero. Barcelona Sporting Club nació en una esquina de la Escuela Modelo Nueve de Octubre (Eloy Alfaro y Francisco de Marcos), en 1925; y el Club Sport Emelec en las instalaciones de la Empresa Eléctrica del Ecuador (Eloy Alfaro y Portete), en 1929.
Barcelona y Emelec se enfrentaron por primera vez un domingo 22 de agosto de 1943. El cotejo inaugural, de este que luego se convertiría en el más grande clásico ecuatoriano, fue en el Estadio Guayaquil. La primera victoria fue para Barcelona por 4-3 y fue inesperado por considerar al cuadro amarillo modesto frente a su rival siempre más poderoso y acomodado.
Luego de varias contiendas candentes que incrementaron la popularidad de Barcelona y Emelec, la afición de Guayaquil empezó a radicalizar su simpatía y antipatía por cada equipo. Era ya un partido que generaba pasiones, pero no tenía nombre. En 1948 el duelo fue denominado como hoy se lo conoce, por iniciativa de Diario El Universo. Así lo reflejó la edición del miércoles 1 de septiembre, día de un cotejo: “Este partido, que es el clásico del Astillero, será del mismo modo la confrontación de dos de las cartas más bravas del fútbol porteño”. Aquel partido Emelec ganó 3-0.
Al año siguiente se disputó otro clásico del Astillero que consolidó la rivalidad. Fue el 12 de mayo de 1949, cuando en el Estadio George Capwell se enfrentaron en el torneo internacional amistoso, la Copa del Pacífico, organizado por el Club Sport Emelec. El partido lo comenzó ganando Barcelona 3-0, luego se fue la luz en el estadio, y al reanudarse el partido Emelec consiguió empatar 3-3 de manera impresionante. Se dice que el problema del apagón no fue algo accidental sino más bien provocado, algo que nunca fue comprobado.
Pese a que el primer campeonato nacional se jugó en 1957, Barcelona y Emelec no se enfrentaron por campeonato hasta 1963 debido a la modalidad del torneo en el que no se podían enfrentar equipos de la misma asociación. El primer clásico por campeonato nacional se jugó el 29 de diciembre de 1963, Emelec venció 2-0 a Barcelona.
En la Copa Libertadores 1967 se disputa el primer clásico del Astillero en dicho torneo, encuentro el cual terminó con una contundente victoria 3-0 a favor de Emelec.
Con el paso de los años se vivieron clásicos muy trascendentes, como la final del Campeonato de Fútbol del Guayas 1964 que ganó Emelec, los cuartos de final de la Copa Libertadores 1990 que ganó Barcelona y luego llegó a ser subcampeón del torneo, la Final del Campeonato Ecuatoriano de Fútbol 2014 que ganó Emelec, entre varios otros partidos importantes.
El crecimiento deportivo de ambos clubes consolidó su popularidad a nivel nacional, convirtiendo a ambos equipos como los de mayor número de aficionados dentro de Guayaquil y a nivel nacional, y dando como resultado el ser los dos clubes más populares del país.

## Finales

### Campeonato de Fútbol del Guayas 1964
En el campeonato provincial de 1964, los clubes del astillero se enfrentaron por primera vez en la historia en una final. En la última fecha del torneo Emelec tenía 17 puntos y Barcelona 15, por lo que con un empate en el clásico le bastaba a Emelec para ser campeón. Esto no sucedió así y el conjunto canario consiguió una victoria de 1-0 con lo que igualó en puntos a Emelec y forzó que se jugaran finales para decidir al campeón. En las finales Emelec se proclamaría campeón al ganar el encuentro de ida 1-0 y empatar el encuentro de vuelta 0-0. De esta forma, Emelec se convertiría en el primer equipo del astillero en ganar una final a su rival de patio.

#### Ida
| 15 de noviembre de 1964 | Emelec | 1:0 | Barcelona | Estadio Modelo Alberto Spencer, Guayaquil |  |
|                         | Baldi  |     |           |                                           |  |

#### Vuelta
| 22 de noviembre de 1964 | Barcelona | 0:0 | Emelec | Estadio Modelo Alberto Spencer, Guayaquil |  |

- Emelec se coronó campeón al ganar las finales 1-0 en el marcador global.

### Campeonato Ecuatoriano de Fútbol 2014

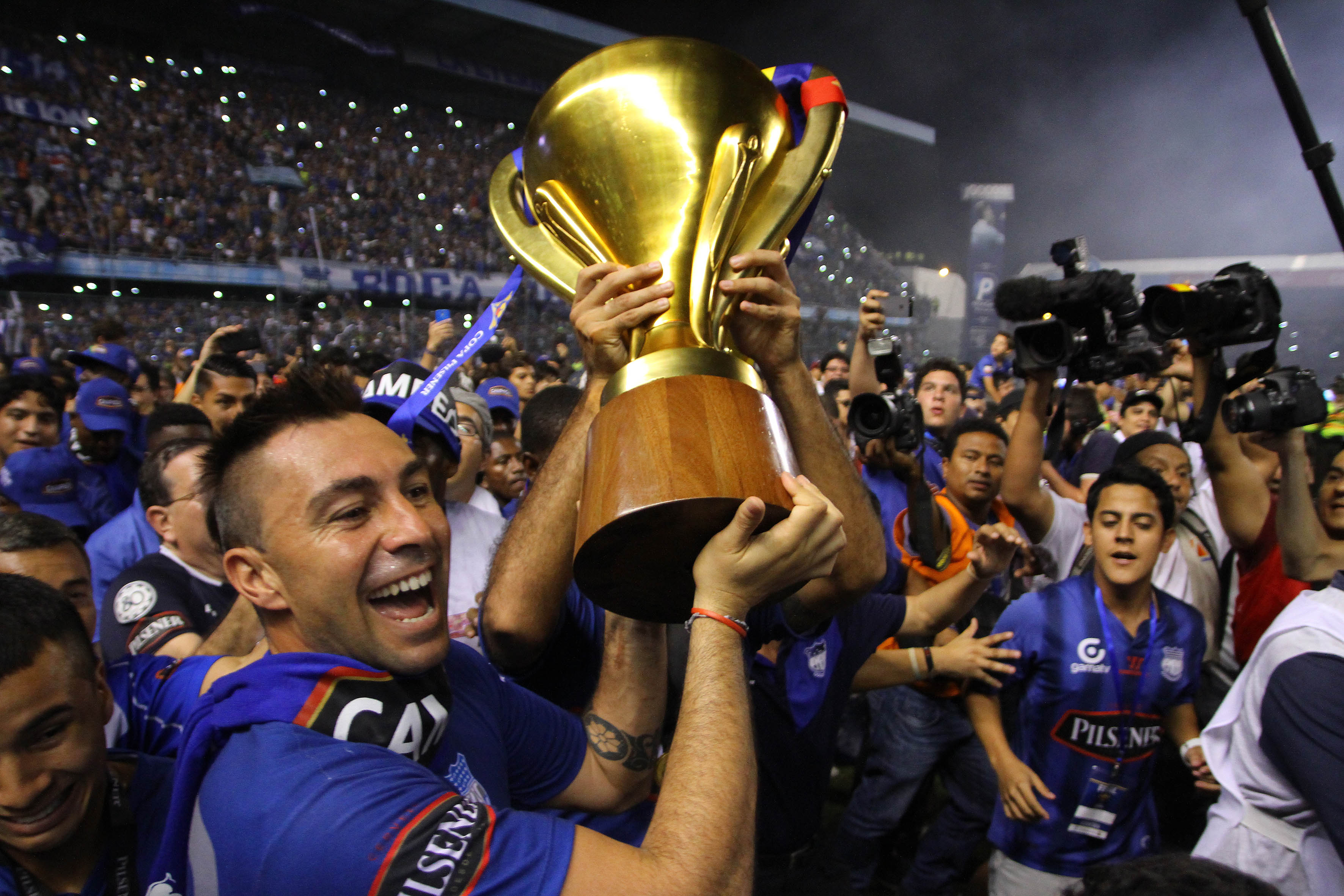
Emelec festejando el campeonato ecuatoriano del año 2014.

El año 2014, los clubes del astillero se enfrentaron por primera vez en una final de campeonato nacional, ya que el título ganado por Barcelona en el campeonato nacional de 1963 frente a Emelec fue en la última fecha y no en una final. Emelec había conseguido ganar la primera etapa del campeonato nacional, ganando el derecho de disputar la final, mientras que el Barcelona clasificó a la final al ganar la segunda etapa. Este ha sido el clásico del Astillero más importante y determinante de la historia. Los medios de comunicación de todo el país lo apodaron como La Final Soñada y La Final del Siglo. El partido de ida se disputó en el Estadio Monumental Banco Pichincha el 17 de diciembre de 2014. Emelec empezó ganando con gol de Ángel Mena a los 20 minutos, y Barcelona empató por medio de Ismael Blanco a los 87, poniendo así el 1-1 definitivo del primer encuentro. El partido de vuelta fue el 21 de diciembre de 2014 en el Estadio Banco del Pacífico Capwell. Emelec venció 3-0 con goles de Ángel Mena a los 20 minutos, y de Miller Bolaños a los 80 y 86 minutos, de esta manera Emelec se convertiría en el primer club del astillero en ganarle una final por campeonato Nacional a su eterno clásico rival.

#### Ida
| 17 de diciembre de 2014, 20:00 | Barcelona  | 1:1 (0:1) | Emelec   | Estadio Monumental Banco Pichincha, Guayaquil          |                                                        |
|                                | Blanco 88' | Reporte   | Mena 20' | Asistencia: 63 686 espectadores Árbitro(s): Omar Ponce | Asistencia: 63 686 espectadores Árbitro(s): Omar Ponce |

#### Vuelta
| 21 de diciembre de 2014, 16:30 | Emelec                     | 3:0 (1:0) | Barcelona | Estadio Banco del Pacífico Capwell, Guayaquil           |                                                         |
|                                | Mena 20' · Bolaños 80' 86' | Reporte   |           | Asistencia: 24 733 espectadores Árbitro(s): Carlos Vera | Asistencia: 24 733 espectadores Árbitro(s): Carlos Vera |

- Emelec se coronó campeón al ganar las finales 4-1 en el marcador global.

## Otras definiciones de títulos

### Campeonato de Fútbol del Guayas 1955
En una época en el que el clásico comenzaba a consolidarse como el partido más importante del fútbol guayaquileño, Barcelona y Emelec disputaron el título en la última fecha del campeonato provincial. Ambos equipos llegaron al partido con igualdad de puntos (26) por lo que el equipo que consiguiera la victoria conseguiría su primer título profesional. En caso de empatar, se debían jugar 2 finales para decidir al campeón. En el partido, Barcelona se consolidaría como campeón ganándole a su rival de patio por 3-2 en el Estadio George Capwell, que junto al estadio Estadio Ramón Unamuno fueron las sedes de todo el torneo. 
| 27 de noviembre de 1955 | Barcelona                   | 3:2 | Emelec          | Estadio George Capwell, Guayaquil |                                 |
|                         | Cañarte · Campos · Chuchuca |     | Raffo · Miranda | Asistencia: 10 000 espectadores   | Asistencia: 10 000 espectadores |

- Barcelona se coronó campeón al ganar en la última fecha 3-2.

### Campeonato de Fútbol del Guayas 1956
Un año después del primer título de Barcelona, el conjunto eléctrico tendría su revancha. Una vez más la última fecha del campeonato provincial definiría el título en el clásico. En esta ocasión los equipos no llegaron al encuentro con igualdad de puntos, sino que Barcelona tenía 18 puntos, mientras que Emelec 19. A Emelec le bastaba un empate para coronarse como campeón, mientras que Barcelona necesitaba ganar para ser campeón. El encuentro terminaría empatado 2-2, por lo que Emelec obtendría así su primer título profesional y Barcelona su tercer subcampeonato.
| 2 de diciembre de 1956 | Barcelona         | 2:2 | Emelec | Estadio George Capwell, Guayaquil |                                 |
|                        | Vargas · Chuchuca |     | Raffo  | Asistencia: 10 000 espectadores   | Asistencia: 10 000 espectadores |

- Emelec se coronó campeón al empatar en la última fecha 2-2.

### Campeonato de Fútbol del Guayas 1962
En la edición del campeonato provincial de 1962, Barcelona llegaría al clásico de la última fecha con 25 puntos, mientras que Emelec lo haría con 23. El club eléctrico para poder ser campeón necesitaba una victoria con una diferencia de 3 goles, ya que el conjunto canario poseía una mejor diferencia de goles en la tabla. Emelec conseguiría exactamente lo que necesitaba, una contundente victoria 0-3 frente a Barcelona, con lo que logró igualar al conjunto canario en puntos, en la diferencia de goles y superarlo en goles a favor. De esta forma, Emelec conseguiría su tercer título profesional goleando a su rival de patio, hecho que no se repetiría hasta la final del campeonato nacional 2014 con el mismo marcador.
| 11 de noviembre de 1962 | Barcelona | 0:3 | Emelec          | Estadio Modelo Alberto Spencer, Guayaquil |  |
|                         |           |     | Mosquera · Mina |                                           |  |

- Emelec se coronó campeón al ganar en la última fecha 0-3.

### Campeonato Ecuatoriano de Fútbol 1963
En el año 1963, Barcelona y Emelec disputaron el primer clásico que definiría al campeón nacional y a la vez el segundo clásico por dicho torneo. Ambos equipos llegarían a la última fecha con la posibilidad de ser campeones. Barcelona tenía 8 puntos, mientras que Emelec tenía 7. El conjunto azul estaba en la obligación de ganar, en cambio Barcelona necesitaba de un empate, lo cual se dio. Barcelona y Emelec empataron 0-0 en el segundo clásico por campeonato nacional, por lo que Barcelona se proclamaría campeón y conseguiría su segundo título nacional.
| 26 de enero de 1964 | Barcelona | 0:0 | Emelec | Estadio Modelo Alberto Spencer, Guayaquil |  |

- Barcelona se coronó campeón al empatar en la última fecha 0-0.

### Campeonato de Fútbol del Guayas 1967
En la última edición del campeonato provincial, una vez más, el clásico del Astillero sería el que defina al campeón. Para este encuentro, el conjunto eléctrico llegaría con ventaja en puntos sobre el cuadro canario. Emelec tenía 17 puntos, mientras que Barcelona tenía 16. A Emelec le bastaba con un empate para coronarse como campeón, pero no lo logró ya que Barcelona se impondría con una victoria de 0-1, convirtiéndose así en el último campeón del torneo provincial del Guayas. En esta última edición Barcelona conseguiría su quinto título, igualando a Emelec, mientras que los azules conseguirían su sexto subcampeonato.
| 27 de agosto de 1967 | Emelec | 0:1 | Barcelona | Estadio Modelo Alberto Spencer, Guayaquil |  |
|                      |        |     | Martínez  |                                           |  |

- Barcelona se coronó campeón al ganar en la última fecha 0-1.

## Definiciones en otras instancias
| Torneo                                | Fecha                    | Local     | Resultado | Visitante | Motivo                                                                   |
| ------------------------------------- | ------------------------ | --------- | --------- | --------- | ------------------------------------------------------------------------ |
| Copa Libertadores 1971                | 31 de marzo de 1971      | Barcelona | 3-0       | Emelec    | Desempate fase de grupos para clasificar a Semifinal.                    |
| Campeonato Ecuatoriano de Fútbol 1972 | 28 de septiembre de 1972 | Barcelona | 1-0       | Emelec    | Desempate por el segundo lugar para clasificar a la Liguilla Final 1972. |
| Copa Libertadores 1990                | 22 de agosto de 1990     | Emelec    | 0-0       | Barcelona | Cuartos de final                                                         |
| Copa Libertadores 1990                | 29 de agosto de 1990     | Barcelona | 1-0       | Emelec    | Cuartos de final                                                         |
| Campeonato Ecuatoriano de Fútbol 1990 | 30 de diciembre de 1990  | Emelec    | 1-1       | Barcelona | Definición de subcampeonato                                              |
| Campeonato Ecuatoriano de Fútbol 1990 | 3 de enero de 1991       | Barcelona | 4-2       | Emelec    | Definición de subcampeonato                                              |

## Finales en torneos amistosos
| Torneo                        | Fecha                 | Local     | Resultado | Visitante |
| ----------------------------- | --------------------- | --------- | --------- | --------- |
| Copa Ciudad de Guayaquil 1988 | 29 de mayo de 1988    | Barcelona | 0-1       | Emelec    |
| Copa del Pacífico 1993        | 10 de febrero de 1993 | Emelec    | 2-0       | Barcelona |

## Clásicos amistosos en el extranjero

### Clásico en Nueva York
El 30 de julio de 1992 en el Downing Stadium de Nueva York, Estados Unidos; con capacidad para 20 000 espectadores, se realizó el primer clásico del Astillero fuera del Ecuador. La iniciativa para que se dé el partido fue de Jorge Mawyin, Gerente de J&B Enterprise en Nueva York y Walter Espinel en Guayaquil.
El partido arrancó ante 15 000 espectadores. Al minuto 49, luego de un saque lateral de Dannes Coronel, Ivo Ron realiza una jugada cerca de la raya final y lanza un centro al área, Ángel Fernández toca el balón para convertir el único tanto del partido y el de la victoria para Emelec.
Con el triunfo Emelec se llevó la Copa Saeta Internacional y el encargado de alzarla fue el defensa Luis Enrique Capurro.
| 30 de julio de 1992 | Barcelona | 0:1 (0:0) | Emelec        | Downing Stadium, Nueva York                               |                                                           |
|                     |           |           | Fernández 49' | Asistencia: 15 000 espectadores Árbitro(s): Jack Taquilla | Asistencia: 15 000 espectadores Árbitro(s): Jack Taquilla |

Alineaciones:

Barcelona: Carlos Luis Morales; Jimmy Montanero, Raúl Noriega y Freddy Bravo; Claudio Alcívar, Julio César Rosero, Tony Gómez y José Gavica; Carlos Muñoz, Gilson de Souza. DT: Paulo César Carpegiani.

Emelec: Jacinto Espinoza; Dannes Coronel, Máximo Tenorio, José Minda y Luis Capurro; Marcelo Morales, Kléber Fajardo, Ivo Ron y Marcelo Benítez; Ángel Fernández, Humberto Garcés. DT :Salvador Capitano.

### Clásico en Nueva Jersey
El 10 de octubre de 2012 se disputó el segundo clásico fuera del país. Esta vez se jugó en el Red Bull Arena de Nueva Jersey, Estados Unidos. El motivo del evento fue recaudar fondos para la Iniciativa Yasuní-ITT.
El partido terminó empatado 1-1. El gol de Emelec lo anotó Walter Iza a los 76 minutos, y el de Barcelona lo hizo Damián Díaz a los 80 minutos.
| 10 de octubre de 2012 | Barcelona | 1:1 (0:0) | Emelec  | Red Bull Arena, Nueva Jersey |  |
|                       | Díaz 80'  |           | Iza 76' |                              |  |

Alineaciones:

Barcelona: Damián Lanza; Brayan de la Torre, Roberto Valarezo, Pablo Saucedo, Miguel Ibarra, Kevin Torres, José Amaya, Michael Quiñónez, Damián Díaz; José Ayoví, Juan Ferreyra. DT: Gustavo Costas

Emelec: Cristian Arana; Wilson Morante, Cristian Nasuti, José Quiñonez, Óscar Baguí; Enner Valencia, Pedro Quiñonez, Fernando Gaibor, Ángel Mena, Efrén Mera; Ronald Campos. DT: Gustavo Quinteros.

### Clásico en Madrid
El 7 de junio de 2014, se desarrolló el clásico del Astillero por primera vez en suelo europeo. El partido amistoso se disputó en el Estadio Vicente Calderón, propiedad del Atlético de Madrid, en la ciudad de Madrid, España.
Ambos clubes presentaron bajas en sus formaciones debido a la participación de ciertos elementos en la selección de fútbol de Ecuador en la Copa Mundial de Fútbol de Brasil. Por su parte Barcelona estrenó como nuevo director técnico al entrenador uruguayo Rubén Israel.
El partido se desarrolló a partir de las 20:00 hora de España (13:00 hora de Ecuador). El encuentro fue muy parejo de principio a fin. Emelec se adelantó en el marcador con un tanto de Ángel Mena al minuto 20, mientras que el empate 1-1 definitivo lo hizo Cristian Penilla al minuto 55. 
Como había un trofeo donado en disputa, se cobró una serie de tiros penaltis en los que Barcelona se declaró como ganador.
| 7 de junio de 2014 | Barcelona                       | 1:1 (0:1) (3:1 p.)         | Emelec                                   | Estadio Vicente Calderón, Madrid |                                 |
|                    | Penilla 55'                     |                            | Mena 20'                                 | Asistencia: 15 000 espectadores  | Asistencia: 15 000 espectadores |
|                    |                                 | Tiros desde el punto penal |                                          |                                  |                                 |
|                    | Oyola · Checa · Caicedo · Nieto |                            | Mena · Escalada · Y. Valencia · Charcopa |                                  |                                 |

Alineaciones:

Barcelona: Damián Lanza; De la Torre, Luis Checa, José Luis Perlaza, Geovanny Nazareno; Pedro Pablo Velasco, Luis Caicedo, Matías Oyola, Domínguez; Cristian Penilla, Federico Nieto. DT: Rubén Israel.

Emelec: Esteban Dreer; Narváez, Plata, J. L. Quiñónez, Giménez; Ángel Mena, Burbano, Eddy Corozo, Marcos Mondaini; Bolaños, Luis Miguel Escalada. DT: Gustavo Quinteros.

## Partidos

### Campeonato Amateur de Guayaquil
| Partido N.º | Temporada | Equipo      | Equipo      | Estadio                |
| ----------- | --------- | ----------- | ----------- | ---------------------- |
| 1           | 1943      | Barcelona 4 | Emelec 3    | Estadio Guayaquil      |
| 2           | 1945      | Emelec 2    | Barcelona 1 | Estadio Guayaquil      |
| 3           | 1947      | Barcelona 2 | Emelec 3    | Estadio George Capwell |
| 4           | 1948      | Emelec 3    | Barcelona 0 | Estadio George Capwell |
| 5           | 1949      | Emelec 5    | Barcelona 0 | Estadio George Capwell |
| 6           | 1949      | Barcelona 5 | Emelec 2    | Estadio George Capwell |
| 7           | 1949      | Emelec 3    | Barcelona 3 | Estadio George Capwell |
| 8           | 1950      | Barcelona 3 | Emelec 2    | Estadio George Capwell |
| 9           | 1950      | Emelec 2    | Barcelona 3 | Estadio George Capwell |

### Campeonato de Fútbol del Guayas
| Partido N.º | Temporada | Equipo      | Equipo      | Estadio                        |
| ----------- | --------- | ----------- | ----------- | ------------------------------ |
| 1           | 1951      | Barcelona 3 | Emelec 1    | Estadio George Capwell         |
| 2           | 1951      | Emelec 2    | Barcelona 2 | Estadio George Capwell         |
| 3           | 1952      | Barcelona 2 | Emelec 1    | Estadio George Capwell         |
| 4           | 1952      | Emelec 0    | Barcelona 2 | Estadio George Capwell         |
| 5           | 1953      | Barcelona 0 | Emelec 0    | Estadio George Capwell         |
| 6           | 1953      | Emelec 0    | Barcelona 1 | Estadio George Capwell         |
| 7           | 1953      | Barcelona 3 | Emelec 1    | Estadio George Capwell         |
| 8           | 1954      | Barcelona 2 | Emelec 2    | Estadio George Capwell         |
| 9           | 1954      | Emelec 2    | Barcelona 0 | Estadio George Capwell         |
| 10          | 1955      | Barcelona 5 | Emelec 3    | Estadio George Capwell         |
| 11          | 1955      | Emelec 1    | Barcelona 2 | Estadio George Capwell         |
| 12          | 1955      | Barcelona 3 | Emelec 2    | Estadio George Capwell         |
| 13          | 1956      | Barcelona 1 | Emelec 1    | Estadio George Capwell         |
| 14          | 1956      | Emelec 0    | Barcelona 2 | Estadio George Capwell         |
| 15          | 1956      | Barcelona 2 | Emelec 2    | Estadio George Capwell         |
| 16          | 1957      | Barcelona 2 | Emelec 2    | Estadio George Capwell         |
| 17          | 1957      | Emelec 2    | Barcelona 1 | Estadio George Capwell         |
| 18          | 1957      | Barcelona 3 | Emelec 1    | Estadio George Capwell         |
| 19          | 1958      | Barcelona 1 | Emelec 0    | Estadio George Capwell         |
| 20          | 1958      | Emelec 1    | Barcelona 0 | Estadio George Capwell         |
| 21          | 1959      | Barcelona 0 | Emelec 5    | Estadio George Capwell         |
| 22          | 1959      | Emelec 4    | Barcelona 1 | Estadio Modelo Alberto Spencer |
| 23          | 1960      | Barcelona 0 | Emelec 0    | Estadio Modelo Alberto Spencer |
| 24          | 1960      | Emelec 1    | Barcelona 3 | Estadio Modelo Alberto Spencer |
| 25          | 1960      | Barcelona 1 | Emelec 0    | Estadio Modelo Alberto Spencer |
| 26          | 1961      | Barcelona 1 | Emelec 0    | Estadio Modelo Alberto Spencer |
| 27          | 1961      | Emelec 0    | Barcelona 2 | Estadio Modelo Alberto Spencer |
| 28          | 1961      | Barcelona 2 | Emelec 3    | Estadio Modelo Alberto Spencer |
| 29          | 1962      | Barcelona 1 | Emelec 3    | Estadio Modelo Alberto Spencer |
| 30          | 1962      | Emelec 2    | Barcelona 3 | Estadio Modelo Alberto Spencer |
| 31          | 1962      | Barcelona 0 | Emelec 3    | Estadio Modelo Alberto Spencer |
| 32          | 1963      | Barcelona 2 | Emelec 2    | Estadio Modelo Alberto Spencer |
| 33          | 1963      | Emelec 0    | Barcelona 0 | Estadio Modelo Alberto Spencer |
| 34          | 1963      | Barcelona 3 | Emelec 0    | Estadio Modelo Alberto Spencer |
| 35          | 1964      | Barcelona 1 | Emelec 2    | Estadio Modelo Alberto Spencer |
| 36          | 1964      | Emelec 0    | Barcelona 0 | Estadio Modelo Alberto Spencer |
| 37          | 1964      | Barcelona 1 | Emelec 0    | Estadio Modelo Alberto Spencer |
| 38          | 1964      | Emelec 1    | Barcelona 0 | Estadio Modelo Alberto Spencer |
| 39          | 1964      | Barcelona 0 | Emelec 0    | Estadio Modelo Alberto Spencer |
| 40          | 1965      | Barcelona 1 | Emelec 0    | Estadio Modelo Alberto Spencer |
| 41          | 1965      | Emelec 1    | Barcelona 2 | Estadio Modelo Alberto Spencer |
| 42          | 1966      | Barcelona 1 | Emelec 3    | Estadio Modelo Alberto Spencer |
| 43          | 1966      | Emelec 1    | Barcelona 2 | Estadio Modelo Alberto Spencer |
| 44          | 1967      | Barcelona 0 | Emelec 1    | Estadio Modelo Alberto Spencer |
| 45          | 1967      | Emelec 0    | Barcelona 1 | Estadio Modelo Alberto Spencer |

### Campeonato Ecuatoriano de Fútbol
| Partido N.º | Año  | Equipo      | Equipo      | Estadio                                |
| ----------- | ---- | ----------- | ----------- | -------------------------------------- |
| 1           | 1963 | Emelec 2    | Barcelona 0 | Estadio Modelo Alberto Spencer         |
| 2           | 1964 | Barcelona 0 | Emelec 0    | Estadio Modelo Alberto Spencer         |
| 3           | 1966 | Barcelona 0 | Emelec 1    | Estadio Modelo Alberto Spencer         |
| 4           | 1966 | Emelec 0    | Barcelona 0 | Estadio Modelo Alberto Spencer         |
| 5           | 1967 | Emelec 1    | Barcelona 1 | Estadio Modelo Alberto Spencer         |
| 6           | 1967 | Barcelona 1 | Emelec 0    | Estadio Modelo Alberto Spencer         |
| 7           | 1968 | Emelec 2    | Barcelona 0 | Estadio Modelo Alberto Spencer         |
| 8           | 1968 | Barcelona 4 | Emelec 0    | Estadio Modelo Alberto Spencer         |
| 9           | 1968 | Barcelona 2 | Emelec 1    | Estadio Modelo Alberto Spencer         |
| 10          | 1968 | Emelec 0    | Barcelona 2 | Estadio Modelo Alberto Spencer         |
| 11          | 1969 | Barcelona 0 | Emelec 1    | Estadio Modelo Alberto Spencer         |
| 12          | 1969 | Emelec 1    | Barcelona 0 | Estadio Modelo Alberto Spencer         |
| 13          | 1970 | Barcelona 0 | Emelec 0    | Estadio Modelo Alberto Spencer         |
| 14          | 1970 | Emelec 1    | Barcelona 2 | Estadio Modelo Alberto Spencer         |
| 15          | 1970 | Barcelona 1 | Emelec 0    | Estadio Modelo Alberto Spencer         |
| 16          | 1970 | Emelec 4    | Barcelona 0 | Estadio Modelo Alberto Spencer         |
| 17          | 1971 | Emelec 1    | Barcelona 1 | Estadio Modelo Alberto Spencer         |
| 18          | 1971 | Barcelona 0 | Emelec 0    | Estadio Modelo Alberto Spencer         |
| 19          | 1972 | Barcelona 2 | Emelec 2    | Estadio Modelo Alberto Spencer         |
| 20          | 1972 | Emelec 0    | Barcelona 0 | Estadio Modelo Alberto Spencer         |
| 21          | 1972 | Barcelona 1 | Emelec 3    | Estadio Modelo Alberto Spencer         |
| 22          | 1972 | Emelec 2    | Barcelona 4 | Estadio Modelo Alberto Spencer         |
| 23          | 1972 | Emelec 5    | Barcelona 1 | Estadio Modelo Alberto Spencer         |
| 24          | 1972 | Barcelona 2 | Emelec 1    | Estadio Modelo Alberto Spencer         |
| 25          | 1972 | Barcelona 1 | Emelec 0    | Estadio Modelo Alberto Spencer         |
| 26          | 1973 | Barcelona 2 | Emelec 1    | Estadio Modelo Alberto Spencer         |
| 27          | 1973 | Emelec 1    | Barcelona 2 | Estadio Modelo Alberto Spencer         |
| 28          | 1973 | Barcelona 1 | Emelec 2    | Estadio Modelo Alberto Spencer         |
| 29          | 1973 | Emelec 4    | Barcelona 2 | Estadio Modelo Alberto Spencer         |
| 30          | 1974 | Barcelona 0 | Emelec 0    | Estadio Modelo Alberto Spencer         |
| 31          | 1974 | Emelec 0    | Barcelona 1 | Estadio Modelo Alberto Spencer         |
| 32          | 1974 | Emelec 1    | Barcelona 1 | Estadio Modelo Alberto Spencer         |
| 33          | 1974 | Barcelona 3 | Emelec 0    | Estadio Modelo Alberto Spencer         |
| 34          | 1975 | Emelec 0    | Barcelona 1 | Estadio Modelo Alberto Spencer         |
| 35          | 1975 | Barcelona 1 | Emelec 1    | Estadio Modelo Alberto Spencer         |
| 36          | 1975 | Barcelona 2 | Emelec 2    | Estadio Modelo Alberto Spencer         |
| 37          | 1975 | Emelec 1    | Barcelona 0 | Estadio Modelo Alberto Spencer         |
| 38          | 1976 | Emelec 1    | Barcelona 1 | Estadio Modelo Alberto Spencer         |
| 39          | 1976 | Emelec 1    | Barcelona 0 | Estadio Modelo Alberto Spencer         |
| 40          | 1976 | Emelec 2    | Barcelona 0 | Estadio Modelo Alberto Spencer         |
| 41          | 1976 | Barcelona 0 | Emelec 0    | Estadio Modelo Alberto Spencer         |
| 42          | 1977 | Barcelona 1 | Emelec 1    | Estadio Modelo Alberto Spencer         |
| 43          | 1977 | Emelec 1    | Barcelona 1 | Estadio Modelo Alberto Spencer         |
| 44          | 1977 | Barcelona 2 | Emelec 1    | Estadio Modelo Alberto Spencer         |
| 45          | 1977 | Emelec 4    | Barcelona 1 | Estadio Modelo Alberto Spencer         |
| 46          | 1977 | Emelec 0    | Barcelona 0 | Estadio Modelo Alberto Spencer         |
| 47          | 1977 | Barcelona 2 | Emelec 3    | Estadio Modelo Alberto Spencer         |
| 48          | 1978 | Barcelona 1 | Emelec 1    | Estadio Modelo Alberto Spencer         |
| 49          | 1978 | Barcelona 1 | Emelec 2    | Estadio Modelo Alberto Spencer         |
| 50          | 1978 | Barcelona 2 | Emelec 1    | Estadio Modelo Alberto Spencer         |
| 51          | 1978 | Emelec 1    | Barcelona 0 | Estadio Modelo Alberto Spencer         |
| 52          | 1978 | Barcelona 1 | Emelec 3    | Estadio Modelo Alberto Spencer         |
| 53          | 1978 | Emelec 0    | Barcelona 2 | Estadio Modelo Alberto Spencer         |
| 54          | 1979 | Emelec 2    | Barcelona 2 | Estadio Modelo Alberto Spencer         |
| 55          | 1979 | Emelec 2    | Barcelona 0 | Estadio Modelo Alberto Spencer         |
| 56          | 1979 | Barcelona 0 | Emelec 1    | Estadio Modelo Alberto Spencer         |
| 57          | 1979 | Emelec 1    | Barcelona 0 | Estadio Modelo Alberto Spencer         |
| 58          | 1980 | Emelec 1    | Barcelona 1 | Estadio Modelo Alberto Spencer         |
| 59          | 1980 | Barcelona 3 | Emelec 1    | Estadio Modelo Alberto Spencer         |
| 60          | 1980 | Barcelona 0 | Emelec 0    | Estadio Alejandro Serrano Aguilar      |
| 61          | 1980 | Emelec 0    | Barcelona 4 | Estadio Modelo Alberto Spencer         |
| 62          | 1981 | Emelec 2    | Barcelona 2 | Estadio Modelo Alberto Spencer         |
| 63          | 1981 | Emelec 0    | Barcelona 3 | Estadio Modelo Alberto Spencer         |
| 64          | 1982 | Barcelona 0 | Emelec 1    | Estadio Modelo Alberto Spencer         |
| 65          | 1982 | Emelec 1    | Barcelona 0 | Estadio Modelo Alberto Spencer         |
| 66          | 1982 | Barcelona 2 | Emelec 1    | Estadio Modelo Alberto Spencer         |
| 67          | 1982 | Emelec 0    | Barcelona 1 | Estadio Modelo Alberto Spencer         |
| 68          | 1983 | Emelec 2    | Barcelona 1 | Estadio Modelo Alberto Spencer         |
| 69          | 1983 | Barcelona 1 | Emelec 0    | Estadio Modelo Alberto Spencer         |
| 70          | 1983 | Barcelona 1 | Emelec 1    | Estadio Modelo Alberto Spencer         |
| 71          | 1983 | Emelec 2    | Barcelona 3 | Estadio Modelo Alberto Spencer         |
| 72          | 1984 | Barcelona 3 | Emelec 1    | Estadio Modelo Alberto Spencer         |
| 73          | 1984 | Emelec 0    | Barcelona 2 | Estadio Modelo Alberto Spencer         |
| 74          | 1984 | Barcelona 3 | Emelec 4    | Estadio Modelo Alberto Spencer         |
| 75          | 1984 | Emelec 1    | Barcelona 4 | Estadio Modelo Alberto Spencer         |
| 76          | 1985 | Barcelona 1 | Emelec 0    | Estadio Modelo Alberto Spencer         |
| 77          | 1985 | Emelec 0    | Barcelona 0 | Estadio Modelo Alberto Spencer         |
| 78          | 1986 | Barcelona 1 | Emelec 0    | Estadio Modelo Alberto Spencer         |
| 79          | 1986 | Emelec 2    | Barcelona 1 | Estadio Modelo Alberto Spencer         |
| 80          | 1987 | Emelec 0    | Barcelona 1 | Estadio Modelo Alberto Spencer         |
| 81          | 1987 | Barcelona 2 | Emelec 1    | Estadio Modelo Alberto Spencer         |
| 82          | 1988 | Barcelona 1 | Emelec 1    | Estadio Modelo Alberto Spencer         |
| 83          | 1988 | Emelec 0    | Barcelona 0 | Estadio Modelo Alberto Spencer         |
| 84          | 1988 | Barcelona 0 | Emelec 0    | Estadio Monumental Isidro Romero Carbo |
| 85          | 1988 | Emelec 1    | Barcelona 1 | Estadio Monumental Isidro Romero Carbo |
| 86          | 1989 | Barcelona 2 | Emelec 1    | Estadio Monumental Isidro Romero Carbo |
| 87          | 1989 | Emelec 0    | Barcelona 0 | Estadio Modelo Alberto Spencer         |
| 88          | 1989 | Barcelona 1 | Emelec 0    | Estadio Monumental Isidro Romero Carbo |
| 89          | 1989 | Emelec 3    | Barcelona 2 | Estadio Modelo Alberto Spencer         |
| 90          | 1990 | Emelec 0    | Barcelona 2 | Estadio Modelo Alberto Spencer         |
| 91          | 1990 | Barcelona 3 | Emelec 1    | Estadio Monumental Isidro Romero Carbo |
| 92          | 1990 | Emelec 6    | Barcelona 0 | Estadio Modelo Alberto Spencer         |
| 93          | 1990 | Barcelona 1 | Emelec 2    | Estadio Monumental Isidro Romero Carbo |
| 94          | 1990 | Emelec 3    | Barcelona 4 | Estadio Modelo Alberto Spencer         |
| 95          | 1990 | Barcelona 0 | Emelec 1    | Estadio Monumental Isidro Romero Carbo |
| 96          | 1990 | Emelec 1    | Barcelona 1 | Estadio Modelo Alberto Spencer         |
| 97          | 1990 | Barcelona 1 | Emelec 1    | Estadio Monumental Isidro Romero Carbo |
| 98          | 1990 | Emelec 1    | Barcelona 1 | Estadio Modelo Alberto Spencer         |
| 99          | 1990 | Barcelona 4 | Emelec 2    | Estadio Monumental Isidro Romero Carbo |
| 100         | 1991 | Emelec 2    | Barcelona 2 | Estadio Modelo Alberto Spencer         |
| 101         | 1991 | Barcelona 1 | Emelec 0    | Estadio Monumental Isidro Romero Carbo |
| 102         | 1991 | Barcelona 2 | Emelec 2    | Estadio Monumental Isidro Romero Carbo |
| 103         | 1991 | Emelec 0    | Barcelona 0 | Estadio George Capwell                 |
| 104         | 1992 | Emelec 1    | Barcelona 2 | Estadio George Capwell                 |
| 105         | 1992 | Barcelona 1 | Emelec 2    | Estadio Monumental Isidro Romero Carbo |
| 106         | 1992 | Barcelona 0 | Emelec 0    | Estadio Monumental Isidro Romero Carbo |
| 107         | 1992 | Emelec 0    | Barcelona 1 | Estadio George Capwell                 |
| 108         | 1992 | Emelec 1    | Barcelona 1 | Estadio George Capwell                 |
| 109         | 1992 | Barcelona 0 | Emelec 2    | Estadio Monumental Isidro Romero Carbo |
| 110         | 1993 | Emelec 0    | Barcelona 0 | Estadio George Capwell                 |
| 111         | 1993 | Barcelona 0 | Emelec 1    | Estadio Monumental Isidro Romero Carbo |
| 112         | 1994 | Emelec 0    | Barcelona 0 | Estadio George Capwell                 |
| 113         | 1994 | Barcelona 0 | Emelec 0    | Estadio Monumental Isidro Romero Carbo |
| 114         | 1994 | Barcelona 0 | Emelec 0    | Estadio Monumental Isidro Romero Carbo |
| 115         | 1994 | Emelec 1    | Barcelona 0 | Estadio George Capwell                 |
| 116         | 1994 | Emelec 1    | Barcelona 1 | Estadio George Capwell                 |
| 117         | 1994 | Barcelona 0 | Emelec 0    | Estadio Monumental Isidro Romero Carbo |
| 118         | 1995 | Barcelona 1 | Emelec 1    | Estadio Monumental Isidro Romero Carbo |
| 119         | 1995 | Emelec 0    | Barcelona 0 | Estadio Modelo Alberto Spencer         |
| 120         | 1995 | Barcelona 2 | Emelec 2    | Estadio Monumental Isidro Romero Carbo |
| 121         | 1995 | Emelec 1    | Barcelona 1 | Estadio Modelo Alberto Spencer         |
| 122         | 1996 | Barcelona 1 | Emelec 0    | Estadio Monumental Isidro Romero Carbo |
| 123         | 1996 | Emelec 2    | Barcelona 1 | Estadio Modelo Alberto Spencer         |
| 124         | 1996 | Barcelona 0 | Emelec 1    | Estadio Monumental Isidro Romero Carbo |
| 125         | 1996 | Emelec 3    | Barcelona 0 | Estadio Modelo Alberto Spencer         |
| 126         | 1997 | Emelec 1    | Barcelona 1 | Estadio George Capwell                 |
| 127         | 1997 | Barcelona 3 | Emelec 1    | Estadio Monumental Isidro Romero Carbo |
| 128         | 1997 | Emelec 0    | Barcelona 2 | Estadio Modelo Alberto Spencer         |
| 129         | 1997 | Barcelona 2 | Emelec 2    | Estadio Monumental Isidro Romero Carbo |
| 130         | 1998 | Emelec 1    | Barcelona 1 | Estadio George Capwell                 |
| 131         | 1998 | Barcelona 1 | Emelec 3    | Estadio Monumental Isidro Romero Carbo |
| 132         | 1999 | Barcelona 1 | Emelec 1    | Estadio Monumental Isidro Romero Carbo |
| 133         | 1999 | Emelec 1    | Barcelona 0 | Estadio George Capwell                 |
| 134         | 1999 | Barcelona 1 | Emelec 3    | Estadio Monumental Isidro Romero Carbo |
| 135         | 1999 | Emelec 1    | Barcelona 0 | Estadio George Capwell                 |
| 136         | 2000 | Barcelona 0 | Emelec 0    | Estadio Monumental Isidro Romero Carbo |
| 137         | 2000 | Emelec 1    | Barcelona 2 | Estadio George Capwell                 |
| 138         | 2000 | Emelec 1    | Barcelona 0 | Estadio George Capwell                 |
| 139         | 2000 | Barcelona 1 | Emelec 1    | Estadio Monumental Isidro Romero Carbo |
| 140         | 2000 | Emelec 3    | Barcelona 1 | Estadio George Capwell                 |
| 141         | 2000 | Barcelona 2 | Emelec 0    | Estadio Monumental Isidro Romero Carbo |
| 142         | 2001 | Barcelona 0 | Emelec 0    | Estadio Monumental Isidro Romero Carbo |
| 143         | 2001 | Emelec 1    | Barcelona 0 | Estadio George Capwell                 |
| 144         | 2001 | Barcelona 1 | Emelec 0    | Estadio Monumental Isidro Romero Carbo |
| 145         | 2001 | Emelec 0    | Barcelona 1 | Estadio George Capwell                 |
| 146         | 2001 | Barcelona 0 | Emelec 1    | Estadio Monumental Isidro Romero Carbo |
| 147         | 2001 | Emelec 1    | Barcelona 0 | Estadio George Capwell                 |
| 148         | 2002 | Barcelona 0 | Emelec 0    | Estadio Monumental Isidro Romero Carbo |
| 149         | 2002 | Emelec 0    | Barcelona 1 | Estadio George Capwell                 |
| 150         | 2002 | Barcelona 1 | Emelec 0    | Estadio Monumental Isidro Romero Carbo |
| 151         | 2002 | Emelec 3    | Barcelona 1 | Estadio George Capwell                 |
| 152         | 2002 | Barcelona 2 | Emelec 2    | Estadio Monumental Isidro Romero Carbo |
| 153         | 2002 | Emelec 2    | Barcelona 0 | Estadio George Capwell                 |
| 154         | 2003 | Barcelona 2 | Emelec 0    | Estadio Monumental Isidro Romero Carbo |
| 155         | 2003 | Emelec 1    | Barcelona 1 | Estadio George Capwell                 |
| 156         | 2003 | Barcelona 1 | Emelec 1    | Estadio Monumental Isidro Romero Carbo |
| 157         | 2003 | Emelec 1    | Barcelona 1 | Estadio George Capwell                 |
| 158         | 2003 | Emelec 2    | Barcelona 1 | Estadio George Capwell                 |
| 159         | 2003 | Barcelona 3 | Emelec 0    | Estadio Monumental Isidro Romero Carbo |
| 160         | 2004 | Barcelona 2 | Emelec 1    | Estadio Monumental Isidro Romero Carbo |
| 161         | 2004 | Emelec 2    | Barcelona 2 | Estadio George Capwell                 |
| 162         | 2004 | Barcelona 2 | Emelec 0    | Estadio Monumental Isidro Romero Carbo |
| 163         | 2004 | Emelec 2    | Barcelona 3 | Estadio George Capwell                 |
| 164         | 2005 | Emelec 1    | Barcelona 2 | Estadio George Capwell                 |
| 165         | 2005 | Barcelona 2 | Emelec 2    | Estadio Monumental Isidro Romero Carbo |
| 166         | 2005 | Emelec 2    | Barcelona 1 | Estadio Modelo Alberto Spencer         |
| 167         | 2005 | Barcelona 1 | Emelec 1    | Estadio Monumental Isidro Romero Carbo |
| 168         | 2006 | Barcelona 0 | Emelec 3    | Estadio Monumental Isidro Romero Carbo |
| 169         | 2006 | Emelec 3    | Barcelona 2 | Estadio George Capwell                 |
| 170         | 2006 | Emelec 1    | Barcelona 1 | Estadio George Capwell                 |
| 171         | 2006 | Barcelona 1 | Emelec 2    | Estadio Monumental Isidro Romero Carbo |
| 172         | 2006 | Barcelona 2 | Emelec 1    | Estadio Monumental Isidro Romero Carbo |
| 173         | 2006 | Emelec 1    | Barcelona 1 | Estadio George Capwell                 |
| 174         | 2007 | Barcelona 0 | Emelec 0    | Estadio Monumental Isidro Romero Carbo |
| 175         | 2007 | Emelec 1    | Barcelona 1 | Estadio George Capwell                 |
| 176         | 2007 | Emelec 1    | Barcelona 2 | Estadio George Capwell                 |
| 177         | 2007 | Barcelona 0 | Emelec 1    | Estadio Monumental Isidro Romero Carbo |
| 178         | 2008 | Emelec 1    | Barcelona 1 | Estadio George Capwell                 |
| 179         | 2008 | Barcelona 0 | Emelec 0    | Estadio Monumental Isidro Romero Carbo |
| 180         | 2008 | Barcelona 0 | Emelec 1    | Estadio Monumental Isidro Romero Carbo |
| 181         | 2008 | Emelec 0    | Barcelona 3 | Estadio George Capwell                 |
| 182         | 2009 | Emelec 0    | Barcelona 0 | Estadio George Capwell                 |
| 183         | 2009 | Barcelona 0 | Emelec 1    | Estadio Monumental Isidro Romero Carbo |
| 184         | 2009 | Emelec 2    | Barcelona 2 | Estadio George Capwell                 |
| 185         | 2009 | Barcelona 0 | Emelec 0    | Estadio Monumental Isidro Romero Carbo |
| 186         | 2010 | Emelec 3    | Barcelona 0 | Estadio George Capwell                 |
| 187         | 2010 | Barcelona 1 | Emelec 2    | Estadio Monumental Isidro Romero Carbo |
| 188         | 2010 | Emelec 0    | Barcelona 0 | Estadio George Capwell                 |
| 189         | 2010 | Barcelona 0 | Emelec 0    | Estadio Monumental Isidro Romero Carbo |
| 190         | 2011 | Barcelona 0 | Emelec 0    | Estadio Monumental Isidro Romero Carbo |
| 191         | 2011 | Emelec 1    | Barcelona 1 | Estadio George Capwell                 |
| 192         | 2011 | Emelec 1    | Barcelona 1 | Estadio George Capwell                 |
| 193         | 2011 | Barcelona 2 | Emelec 0    | Estadio Monumental Isidro Romero Carbo |
| 194         | 2012 | Barcelona 1 | Emelec 1    | Estadio Monumental Isidro Romero Carbo |
| 195         | 2012 | Emelec 0    | Barcelona 1 | Estadio George Capwell                 |
| 196         | 2012 | Emelec 1    | Barcelona 2 | Estadio George Capwell                 |
| 197         | 2012 | Barcelona 5 | Emelec 0    | Estadio Monumental Isidro Romero Carbo |
| 198         | 2013 | Emelec 0    | Barcelona 0 | Estadio George Capwell                 |
| 199         | 2013 | Barcelona 2 | Emelec 0    | Estadio Monumental Isidro Romero Carbo |
| 200         | 2013 | Barcelona 0 | Emelec 2    | Estadio Monumental Isidro Romero Carbo |
| 201         | 2013 | Emelec 0    | Barcelona 0 | Estadio George Capwell                 |
| 202         | 2014 | Barcelona 1 | Emelec 2    | Estadio Monumental Isidro Romero Carbo |
| 203         | 2014 | Emelec 2    | Barcelona 0 | Estadio George Capwell                 |
| 204         | 2014 | Barcelona 1 | Emelec 0    | Estadio Monumental Isidro Romero Carbo |
| 205         | 2014 | Emelec 0    | Barcelona 1 | Estadio George Capwell                 |
| 206         | 2014 | Barcelona 1 | Emelec 1    | Estadio Monumental Isidro Romero Carbo |
| 207         | 2014 | Emelec 3    | Barcelona 0 | Estadio George Capwell                 |
| 208         | 2015 | Emelec 2    | Barcelona 0 | Estadio Modelo Alberto Spencer         |
| 209         | 2015 | Barcelona 2 | Emelec 0    | Estadio Monumental Isidro Romero Carbo |
| 210         | 2015 | Emelec 0    | Barcelona 0 | Estadio Municipal Jocay                |
| 211         | 2015 | Barcelona 0 | Emelec 1    | Estadio Monumental Isidro Romero Carbo |
| 212         | 2016 | Emelec 2    | Barcelona 1 | Estadio Modelo Alberto Spencer         |
| 213         | 2016 | Barcelona 5 | Emelec 0    | Estadio Monumental Isidro Romero Carbo |
| 214         | 2016 | Emelec 0    | Barcelona 1 | Estadio George Capwell                 |
| 215         | 2016 | Barcelona 1 | Emelec 2    | Estadio Monumental Isidro Romero Carbo |
| 216         | 2017 | Emelec 1    | Barcelona 0 | Estadio George Capwell                 |
| 217         | 2017 | Barcelona 2 | Emelec 1    | Estadio Monumental Isidro Romero Carbo |
| 218         | 2017 | Barcelona 0 | Emelec 0    | Estadio Monumental Isidro Romero Carbo |
| 219         | 2017 | Emelec 3    | Barcelona 0 | Estadio George Capwell                 |
| 220         | 2018 | Barcelona 3 | Emelec 1    | Estadio Monumental Isidro Romero Carbo |
| 221         | 2018 | Emelec 2    | Barcelona 2 | Estadio George Capwell                 |
| 222         | 2018 | Emelec 2    | Barcelona 0 | Estadio George Capwell                 |
| 223         | 2018 | Barcelona 1 | Emelec 0    | Estadio Monumental Isidro Romero Carbo |
| 224         | 2019 | Emelec 0    | Barcelona 1 | Estadio George Capwell                 |
| 225         | 2019 | Barcelona 0 | Emelec 3    | Estadio Monumental Isidro Romero Carbo |
| 226         | 2020 | Barcelona 2 | Emelec 1    | Estadio Monumental Isidro Romero Carbo |
| 227         | 2020 | Emelec 1    | Barcelona 1 | Estadio George Capwell                 |
| 228         | 2021 | Barcelona 1 | Emelec 1    | Estadio Monumental Isidro Romero Carbo |
| 229         | 2021 | Emelec 2    | Barcelona 1 | Estadio George Capwell                 |
| 230         | 2022 | Barcelona 1 | Emelec 1    | Estadio Monumental Isidro Romero Carbo |
| 231         | 2022 | Emelec 1    | Barcelona 3 | Estadio George Capwell                 |
| 232         | 2023 | Barcelona 1 | Emelec 3    | Estadio Monumental Isidro Romero Carbo |
| 233         | 2023 | Emelec 0    | Barcelona 0 | Estadio George Capwell                 |
| 234         | 2024 | Emelec 1    | Barcelona 1 | Estadio George Capwell                 |
| 235         | 2024 | Barcelona 2 | Emelec 1    | Estadio Monumental Isidro Romero Carbo |
| 236         | 2025 | Barcelona 2 | Emelec 0    | Estadio Monumental Isidro Romero Carbo |

### Copa Libertadores
| Partido N.º | Año  | Equipo      | Equipo      | Estadio                                |
| ----------- | ---- | ----------- | ----------- | -------------------------------------- |
| 1           | 1967 | Emelec 3    | Barcelona 0 | Estadio George Capwell                 |
| 2           | 1967 | Barcelona 2 | Emelec 1    | Estadio Modelo Alberto Spencer         |
| 3           | 1971 | Emelec 1    | Barcelona 0 | Estadio Modelo Alberto Spencer         |
| 4           | 1971 | Barcelona 1 | Emelec 1    | Estadio Modelo Alberto Spencer         |
| 5           | 1971 | Barcelona 3 | Emelec 0    | Estadio Modelo Alberto Spencer         |
| 6           | 1990 | Barcelona 0 | Emelec 0    | Estadio Monumental Isidro Romero Carbo |
| 7           | 1990 | Emelec 3    | Barcelona 1 | Estadio Modelo Alberto Spencer         |
| 8           | 1990 | Emelec 0    | Barcelona 0 | Estadio Modelo Alberto Spencer         |
| 9           | 1990 | Barcelona 1 | Emelec 0    | Estadio Monumental Isidro Romero Carbo |
| 10          | 1994 | Emelec 0    | Barcelona 1 | Estadio George Capwell                 |
| 11          | 1994 | Barcelona 0 | Emelec 1    | Estadio Monumental Isidro Romero Carbo |

## Estadísticas

### Estadísticas por década en Campeonato Ecuatoriano de Fútbol
| Décadas   | PJ | GB | PE | GE | GolB | GolE |
| --------- | -- | -- | -- | -- | ---- | ---- |
| 1963-1970 | 16 | 6  | 4  | 6  | 13   | 14   |
| 1971-1980 | 45 | 13 | 17 | 15 | 53   | 57   |
| 1981-1990 | 38 | 18 | 11 | 9  | 56   | 43   |
| 1991-2000 | 42 | 8  | 21 | 13 | 35   | 43   |
| 2001-2010 | 48 | 13 | 20 | 15 | 48   | 50   |
| 2011-2020 | 38 | 15 | 11 | 12 | 41   | 36   |
| 2021-2030 | 5  | 3  | 2  | 1  | 8    | 8    |

### Estadísticas por estadio en Campeonato Ecuatoriano de Fútbol
| Estadios                               | PJ | GB | PE | GE | GolB | GolE |
| -------------------------------------- | -- | -- | -- | -- | ---- | ---- |
| Estadio Modelo Alberto Spencer         | 97 | 34 | 30 | 33 | 117  | 119  |
| Estadio Monumental Isidro Romero Carbo | 76 | 27 | 30 | 21 | 88   | 70   |
| Estadio George Capwell                 | 56 | 15 | 23 | 18 | 51   | 62   |
| Estadio Alejandro Serrano Aguilar      | 1  | 0  | 1  | 0  | 0    | 0    |
| Estadio Municipal Jocay                | 1  | 0  | 1  | 0  | 0    | 0    |

### Estadísticas por estadio en torneos oficiales
| Estadios                               | PJ  | GB | PE | GE | GolB | GolE |
| -------------------------------------- | --- | -- | -- | -- | ---- | ---- |
| Estadio Ramón Unamuno                  | 2   | 1  | 0  | 1  | 5    | 5    |
| Estadio Modelo Alberto Spencer         | 127 | 46 | 37 | 44 | 150  | 154  |
| Estadio Monumental Isidro Romero Carbo | 79  | 28 | 31 | 22 | 89   | 71   |
| Estadio George Capwell                 | 86  | 31 | 30 | 25 | 52   | 65   |
| Estadio Alejandro Serrano Aguilar      | 1   | 0  | 1  | 0  | 0    | 0    |
| Estadio Municipal Jocay                | 1   | 0  | 1  | 0  | 0    | 0    |

Nota: Torneos oficiales: Campeonato Amateur de Guayaquil, Campeonato de Fútbol de Guayas, Campeonato Ecuatoriano de Fútbol y Copa Libertadores.

### Resumen estadístico
- Última actualización: 19 de Mayo de 2025.

| Competición                      | PJ  | GB  | PE  | GE | GolB | GolE |
| -------------------------------- | --- | --- | --- | -- | ---- | ---- |
| Campeonato de Fútbol del Guayas  | 45  | 22  | 11  | 12 | 65   | 56   |
| Campeonato Ecuatoriano de Fútbol | 236 | 76  | 88  | 72 | 258  | 253  |
| Conmebol Libertadores            | 11  | 4   | 3   | 4  | 9    | 10   |
| Subtotal Profesional             | 292 | 102 | 102 | 88 | 332  | 319  |
| Campeonato Amateur de Guayaquil  | 9   | 4   | 1   | 4  | 21   | 25   |
| Subtotal Amateur                 | 9   | 4   | 1   | 4  | 21   | 25   |
| Total                            | 301 | 106 | 103 | 92 | 353  | 344  |

## Máximas goleadas
| Torneo                           | Fecha                    | Local     | Resultado | Visitante |
| -------------------------------- | ------------------------ | --------- | --------- | --------- |
| Campeonato de Fútbol del Guayas  | 5 de enero de 1949       | Emelec    | 5-0       | Barcelona |
| Campeonato de Fútbol del Guayas  | 27 de agosto de 1949     | Barcelona | 5-2       | Emelec    |
| Campeonato de Fútbol del Guayas  | 30 de agosto de 1959     | Barcelona | 0-5       | Emelec    |
| Campeonato de Fútbol del Guayas  | 18 de octubre de 1959    | Emelec    | 4-1       | Barcelona |
| Campeonato Ecuatoriano de Fútbol | 29 de septiembre de 1968 | Barcelona | 4-0       | Emelec    |
| Campeonato Ecuatoriano de Fútbol | 23 de diciembre de 1970  | Emelec    | 4-0       | Barcelona |
| Campeonato Ecuatoriano de Fútbol | 7 de enero de 1973       | Emelec    | 5-1       | Barcelona |
| Campeonato Ecuatoriano de Fútbol | 13 de noviembre de 1977  | Emelec    | 4-1       | Barcelona |
| Campeonato Ecuatoriano de Fútbol | 26 de octubre de 1980    | Emelec    | 0-4       | Barcelona |
| Campeonato Ecuatoriano de Fútbol | 7 de octubre de 1984     | Emelec    | 1-4       | Barcelona |
| Campeonato Ecuatoriano de Fútbol | 2 de septiembre de 1990  | Emelec    | 6-0       | Barcelona |
| Campeonato Ecuatoriano de Fútbol | 4 de noviembre de 2012   | Barcelona | 5-0       | Emelec    |
| Campeonato Ecuatoriano de Fútbol | 15 de mayo de 2016       | Barcelona | 5-0       | Emelec    |

Nota: Sólo se toman en cuenta goleadas donde el ganador marcó más de 4 goles y haya establecido una diferencia de 3 goles.

## Comparativas

### Palmarés
| Competición                      | BARCELONA | CS EMELEC |
| -------------------------------- | --------- | --------- |
| Campeonato Ecuatoriano de Fútbol | 16        | 14        |
| Campeonato de Fútbol del Guayas  | 5         | 5         |
| Subtotal Profesional             | 21        | 19        |
| Campeonato Amateur de Guayaquil  | 1         | 2         |
| Subtotal Amateur                 | 1         | 2         |
| Total                            | 22        | 21        |

### Títulos por década
| Décadas         | Barcelona | Emelec |
| --------------- | --------- | ------ |
| Era Amateur     |           |        |
| 1941-1950       | 1         | 2      |
| Era Profesional |           |        |
| 1951-1960       | 2         | 3      |
| 1961-1970       | 7         | 5      |
| 1971-1980       | 2         | 2      |
| 1981-1990       | 4         | 1      |
| 1991-2000       | 3         | 2      |
| 2001-2010       | 0         | 2      |
| 2011-2020       | 3         | 4      |
| 2021-Actualidad | 0         | 0      |

Nota: A partir de la década de los 70' todos los títulos son por Campeonato Ecuatoriano de Fútbol.

### Logros
| Competiciones Nacionales        | Barcelona | Emelec |
| ------------------------------- | --- | --- |
| Serie A de Ecuador              | Campeón (16): 1960, 1963, 1966, 1970, 1971, 1980, 1981, 1985, 1987, 1989, 1991, 1995, 1997, 2012, 2016. 2020. (Récord) | Campeón (14): 1957, 1961, 1965, 1972, 1979, 1988, 1993, 1994, 2001, 2002, 2013, 2014, 2015, 2017.                  |
| Serie A de Ecuador              | Subcampeón (13): 1957, 1962, 1968, 1982, 1986, 1990, 1992, 1993, 2002, 2003, 2005-A, 2014, 2022.                       | Subcampeón (15): 1960, 1963, 1966, 1967, 1970, 1989, 1996, 1998, 2006, 2010, 2011, 2012, 2016, 2018, 2021 (Récord) |
| Copa Ecuador                    | Semifinalista (1): 2018-19                                                                                             | Semifinalista (1): 2018-19                                                                                         |
| Supercopa de Ecuador            | Subcampeón (1): 2021                                                                                                   | Fase preliminar (1): 2021                                                                                          |
| Serie B de Ecuador              | Sin participaciones.                                                                                                   | Campeón (1): 1981-I.                                                                                               |
| Competiciones internacionales   | Barcelona | Emelec |
| Conmebol Libertadores           | Subcampeón (2): 1990, 1998.                                                                                            | Semifinalista (1): 1995.                                                                                           |
| Conmebol Libertadores           | Semifinalista (7): 1971, 1972, 1986, 1987, 1992, 2017, 2021.                                                           | Semifinalista (1): 1995.                                                                                           |
| Conmebol Sudamericana           | Octavos de final (2): 2002, 2012.                                                                                      | Cuartos de final (1): 2014.                                                                                        |
| Copa Merconorte                 | Fase de grupos (4): 1998, 1999, 2000, 2001.                                                                            | Subcampeón (1): 2001.                                                                                              |
| Copa Merconorte                 | Fase de grupos (4): 1998, 1999, 2000, 2001.                                                                            | Semifinalista (1): 2000.                                                                                           |
| Copa Conmebol                   | Octavos de final (1): 1995.                                                                                            | Cuartos de final (1): 1996.                                                                                        |
| Competiciones Provinciales      | Barcelona | Emelec |
| Campeonato de Fútbol del Guayas | Campeón (5): 1955, 1961, 1963 1965, 1967. (Récord compartido)                                                          | Campeón (5): 1956, 1957, 1962, 1964, 1966. (Récord compartido)                                                     |
| Campeonato de Fútbol del Guayas | Subcampeón (7): 1953, 1954, 1956, 1957, 1962, 1964, 1966. (Récord)                                                     | Subcampeón (6): 1955, 1958, 1960, 1961, 1965, 1967.                                                                |

Nota: En negrita competiciones vigentes en la actualidad.

### Datos generales
| Asunto                             | Barcelona                  | Emelec                          |
| ---------------------------------- | -------------------------- | ------------------------------- |
| Fundación                          | 1 de mayo de 1925          | 28 de abril de 1929             |
| Estadio                            | Monumental Banco Pichincha | George Capwell Banco del Austro |
| Capacidad del estadio              | 57 267                     | 39 059                          |
| Puesto histórico en Serie A        | 1.°                        | 2.°                             |
| Mejor puesto en Serie A            | 1.° (16 veces)             | 1.° (14 veces)                  |
| Peor puesto en Serie A             | 10.° (2009)                | 10.° (1985)                     |
| Temporadas en Serie A              | 62                         | 62                              |
| Temporadas consecutivas en Serie A | 57                         | 41                              |
| Temporadas en Serie B              | -                          | 1                               |
| Último retorno de la Serie B       | -                          | 1981-II                         |
| Máximo de puntos en una temporada  | 99 (2016)                  | 92 (2010)                       |
| Máximo de puntos en una etapa      | 52 (2016)                  | 46 (2010)                       |
| Máximo de goles en una temporada   | 98 (1995)                  | 92 (1998)                       |
| Máximo de goles en una etapa       | 51 (2016)                  | 42 (2015)                       |
| Partidos ganados en una temporada  | 31 (2016)                  | 28 (2010 y 2014)                |
| Goleadores en Serie A              | 11                         | 10                              |

## Datos

### Campeonato Ecuatoriano de Fútbol
- Más victorias consecutivas: 3 de Barcelona y Emelec.
- Más empates consecutivos: 6 (27 de noviembre de 1994 - 3 de diciembre de 1995).
- Más partidos invictos: 14 de Emelec (4 de octubre de 1992 - 3 de diciembre de 1995).
- Más partidos consecutivos sin recibir gol: 7 de Emelec (2 de noviembre de 1992 - 23 de octubre de 1994).
- Más partidos consecutivos anotando por lo menos un gol: 14 de Barcelona (20 de abril de 2003 - 19 de octubre de 2005).
- Más partidos invictos de local: 10 de Barcelona y Emelec.
- Más partidos invictos de visita: 10 de Emelec (28 de julio de 1991 - 24 de noviembre de 1995).
- Mayor número de goles en un clásico: Barcelona 5 - 3 Emelec (31 de julio de 1955).
- Máxima goleada: Emelec 6 - 0 Barcelona.
- Máximo goleador: Lupo Quiñónez con 13 goles (10 con Emelec y 3 con Barcelona).
- Máximo goleador con un equipo: Manuel Uquillas con Barcelona (11 goles).
- Máximo goleador en un mismo año: 6 goles.
  - Lupo Quiñónez con Emelec (1977).
  - Manuel Uquillas con Barcelona (1990).
  - Luis Miguel Escalada con Emelec (2006).
- Máximo goleador en un mismo partido: 3 goles.
  - Lupo Quiñónez con Emelec (14 de enero de 1978).
  - Ney con Barcelona (26 de octubre de 1980).
  - Manuel Uquillas con Barcelona (22 de julio de 1990).
  - Juan Carlos de Lima con Emelec (2 de septiembre de 1990).
- Gol más rápido: Gonzalo Salcedo a los 30 segundos para Barcelona. Barcelona 2 - 2 Emelec (18 de agosto de 1957).
- Más partidos jugados: José Francisco Cevallos con Barcelona (52).
- Jugador con 3 goles olímpicos en clásicos consecutivos: Francisco Aníbal Cibeyra con Emelec.[38]
  - Emelec 2 - 1 Barcelona (9 de julio de 1978, Estadio Modelo).
  - Barcelona 2 - 1 Emelec (17 de septiembre de 1978, Estadio Modelo).
  - Emelec 1 - 0 Barcelona (19 de noviembre de 1978, Estadio Modelo).

### Futbolistas que han jugado en ambos equipos
| Lista completa |
| --- |
| A - Ricardo Armendáriz - Michael Arroyo - Raúl Avilés - Walter Ayoví - Billy Arce B - Óscar Bagüí - Jorge Bolaños - Miler Bolaños - Miguel Bustamante C - Luis Capurro - Héctor Carabalí - Wilson Carabalí - Walter Cárdenas D - Marlon de Jesús - Agustín Delgado F - Ángel Oswaldo Fernández - Marcelo Fleitas G - Pedro Gando - Ariel Graziani - Jorge Guagua H - Iván Hurtado J - Joao Joshimar Rojas K - Iván Kaviedes L - Jorge Ladines - Damián Lanza - Osbaldo Lastra - Félix Lasso - Henry León - Ángel Liciardi M - Hólger Matamoros - Oswaldo Minda - Carlos Luis Morales - Marcos Mondaini N - Geovanny Nazareno P - Pablo Palacios - Armando Paredes - Juan Carlos Paredes - Augusto Poroso Q - Hólger Quiñónez - Lupo Quiñónez - David Quiroz R - Enrique Raymondi S - Galo Solís T - Byron Tenorio - Máximo Tenorio - Carlos Torres Garcés V - Edder Vaca - Daniel Viteri |

## Fútbol femenino

### Partidos

#### Superliga Femenina de Ecuador
| Partido N.º | Temporada | Equipo      | Equipo      | Estadio                   |
| ----------- | --------- | ----------- | ----------- | ------------------------- |
| 1           | 2019      | Emelec 1    | Barcelona 2 | Estadio Christian Benítez |
| 2           | 2019      | Barcelona 1 | Emelec 0    | Estadio Monumental        |
| 3           | 2020      | Barcelona 4 | Emelec 1    | Cancha Sigifredo Chuchuca |
| 4           | 2020      | Emelec 0    | Barcelona 1 | Parque Samanes Emelec     |
| 5           | 2020      | Emelec 0    | Barcelona 0 | Holcim Arena              |
| 6           | 2020      | Barcelona 2 | Emelec 1    | Estadio Monumental        |
| 7           | 2021      | Emelec 0    | Barcelona 0 | Holcim Arena              |
| 8           | 2021      | Barcelona 3 | Emelec 0    | Parque Samanes Barcelona  |
| 9           | 2025      | Emelec 0    | Barcelona 3 | Capwell                   |
| 10          | 2025      | Barcelona 2 | Emelec 0    | Estadio Monumental        |

### Resumen estadístico
- Última actualización: 18 de mayo de 2025.

| Competición        | PJ | GB | PE | GE | GolB | GolE |
| ------------------ | -- | -- | -- | -- | ---- | ---- |
| Superliga Femenina | 10 | 8  | 2  | 0  | 19   | 3    |
| Total              | 10 | 8  | 2  | 0  | 19   | 3    |

### Datos
- Primer partido: Emelec 1 - 2 Barcelona (12 de junio de 2019 en el Estadio Christian Benítez).
- Primer gol: Clarivel Tenorio con el Emelec. Emelec 1 - 2 Barcelona (12 de junio de 2019 en el Estadio Christian Benítez).
- Primer gol de una extranjera: Alexyar Cañas (venezolana) con el Barcelona. Emelec 1 - 2 Barcelona (12 de junio de 2019 en el Estadio Christian Benítez).
- Primer triunfo visitante: Emelec 1 - 2 Barcelona (12 de junio de 2019 en el Estadio Christian Benítez).
- Más victorias consecutivas: 4 de Barcelona
- Más partidos invictos: 9 de Barcelona
- Mayor número de goles en un clásico: .
- Máxima goleada: Barcelona 3 - 0 Emelec (1 de agosto de 2021).
- Máxima goleadora: Jhojandry Monsalve (6 goles con Barcelona).
- Máximas goleadora en un mismo partido: 2 goles.
  - Alexyar Cañas con Barcelona (12 de junio de 2019).
  - Jhojandry Monsalve (23 de septiembre de 2020 y 17 de octubre de 2020).
- Jugadora con goles olímpicos en clásicos: Jhojandry Monsalve con Barcelona.[39]